# 16053 Brennan
16053 Brennan è un asteroide della fascia principale. Scoperto nel 1999, presenta un'orbita caratterizzata da un semiasse maggiore pari a 2,8451997 UA e da un'eccentricità di 0,0162673, inclinata di 1,06630° rispetto all'eclittica.